# Медицински канабис
 Тази статия е за медицинската употреба на канабиса.  За растението вижте Канабис.  За канабиса със съдържание на психоактивни вещества вижте Марихуана.
Медицински канабис или медицинска марихуана се отнася до използването на канабиса и съдържащите се в състава му канабиноиди, като тетрахидроканабинол (ТХК) и канабидиол (КБД), при лечението на заболявания или облекчаване на симптоми. Растението канабис има история на употреба като лекарство, датираща от хиляди години в много култури.
Канабисът е бил използван за намаляване на гаденето и повръщането при химиотерапия и при пациенти със СПИН, както и за лечение на болка и мускулни спазми. Другите му приложения в медицината са проучени, но липсват достатъчно данни за заключения относно безопасността и ефикасността. Краткосрочната употреба води до увеличение на незначителните нежелани ефекти, няма данни, които да сочат, че това е така и за по-сериозните нежелани реакции. Ефектите от дългосрочната употреба не са ясни, налице са опасения, свързани с риск за паметта и с когнитивни проблеми, риск от зависимост и риск от прием по погрешка от деца.
Медицинският канабис може да се прилага по различни начини, включително чрез изпаряване или пушене на сушени пъпки, консумация на екстракти и прием на капсули. В някои страни се предлагат синтетични канабиноиди като лекарства с рецепта, например: дронабинол, наличен в Съединените щати и Канада, и набилон – в Канада, Мексико, Обединеното кралство и Съединените щати. В повечето части на света употребата на канабис за развлечение е незаконна, но медицинската му употреба е разрешена в някои страни, включително Австрия, Канада, Финландия, Германия, Израел, Италия, Нидерландия, Португалия и Испания. Федералното законодателство на САЩ забранява всякаква употреба на канабис, въпреки че 20 щата и окръг Колумбия са легализирали употребата му в щатското си законодателство. През януари 2014 г. обаче един от апелативните съдилища постанови, че федералното правителство има право да предприема мерки срещу пунктовете за продажба на медицинска марихуана в Калифорния.

## Приложения в медицината
Медицинският канабис има няколко потенциални благоприятни въздействия. Канабиноидите могат да се използват като стимуланти на апетита, антиеметици, спазмолитици и имат някои аналгетични свойства, могат да бъдат полезни за лечението на хронична несвързана с раково заболяване болка, както и на повръщане и гадене, причинени от химиотерапия. Лекарството може да помогне и при лечението на симптомите на болни от СПИН.
Агенцията за контрол на храните и лекарствата на САЩ (FDA) не одобрява пушенето на канабис при заболявания, защото смята, че липсват доказателства по отношение на безопасността и ефикасността на употребата на канабис за медицински цели. През 2006 г. FDA отправя предупреждение срещу пушенето на медицински канабис, което гласи: „марихуаната е с висок потенциал за злоупотреба, в Съединените щати медицинската ѝ употреба за лечение все още не е призната, както и безопасността при приема ѝ под лекарско наблюдение.“ Според Националния институт по злоупотребата с наркотици (NIDA) „марихуаната сама по себе си няма сериозен потенциал за употреба като лекарствено средство поради няколко причини: (1) тя е растение в непречистен вид, което съдържа множество химикали с неизвестни последици за здравето; (2) обикновено се консумира чрез пушене, което допринася за евентуални допълнителни нежелани ефекти, и (3) последиците от употребата ѝ, свързани с нарушения на когнитивните способности, биха могли да ограничат нейната полезност.“
През 1999 г. Институтът по медицина (Institute of Medicine), ръководен от Националната академия на науките на САЩ (United States National Academy of Sciences), провежда задълбочено проучване за оценка на потенциалните ползи за здравето от канабиса и включените в състава му канабиноиди. Заключението от проучването е, че пушенето на канабис не се препоръчва за лечение на определено болестно състояние, но както гаденето, така и загубата на апетит, болката и тревожността могат да бъдат облекчени чрез употребата на канабис. Въпреки че в проучването са изразени резерви спрямо канабиса за пушене поради рисковете за здравето, свързани с пушенето, изследователският екип достига до заключението, че докато не се установи друг начин на прием, чрез който да се постига същия благоприятен ефект, както при пушенето на канабис, алтернатива няма. В допълнение проучването посочва характерните трудности във връзка с продажбата на лечебното растение, което не подлежи на патентоване, тъй като фармацевтичните компании вероятно биха инвестирали по-малко в разработването на съответни продукти, ако резултатът не е патентоспособен. Институтът по медицина заявява, че канабисът за пушене няма особено бъдеще като признато от медицината лекарствено средство. Същевременно в доклада си заключава, че при някои пациенти, като например неизлечимо болните или тези с инвалидизиращи симптоми, дългосрочните рискове нямат голямо значение. Като се позовава на „свързаните с канабиса рискове и липсата на клинични изследвания, които да доказват лечебната му стойност“, в свой документ през март 2011 г. Американското дружество по медицина на зависимостите (American Society of Addiction Medicine) официално препоръчва спиране на употребата на марихуана като лекарствено средство в САЩ, дори и в щатите, в които е обявена за законна.

### Гадене и повръщане
Медицинският канабис е до известна степен ефективен при гадене и повръщане в резултат на химиотерапия и употребата му може да е основателен избор при пациенти, които не се подобряват след преференциалното лечение. Според сравнителните проучвания канабиноидите са по-ефективни, отколкото някои традиционни антиеметици като прохлорперазин, прометазин и метоклопрамид при контролирането на гадене и повръщане в резултат на химиотерапия, но се използват по-рядко в такива случаи поради странични ефекти като виене на свят, дисфория и халюцинации. Продължителната употреба на канабис може да предизвика гадене и повръщане, състояние, известно като синдром на канабиноидния хиперемезис.
В един от прегледите на организацията „Кокрейн Колаборейшън“ (Cochrane Collaboration) от 2010 г. се твърди, че канабиноидите са „вероятно ефективни“ при лечението на предизвикано от химиотерапия гадене при деца, но имат и силно изявени странични ефекти (основно сънливост, виене на свят, смяна на настроенията и повишен апетит). По-рядко срещани странични ефекти са „проблеми със зрението, ортостатична хипотония, мускулни потрепвания, сърбеж, обърканост, халюцинации, замаяност и сухота в устата“.

### ХИВ/СПИН
Липсват доказателства относно ефикасността и безопасността на употребата на канабис и канабиноиди за лечение на пациенти с ХИВ/СПИН или на анорексия, свързана със СПИН; проучванията към 2013 г. страдат от липса на обективност и ограничено количество на изследвания материал, и не предоставят данни в дългосрочен аспект.

### Болка
Има данни, че канабисът е до известна степен ефективен при лечението на хронична болка, включително такава, породена от невропатия, както и по всяка вероятност на болка вследствие на фибромиалгия и ревматоиден артрит. Една научна рецензия от 2009 г. посочва, че не е ясно доколко ползите надвишават рисковете, докато според друга рецензия от 2011 г. употребата е безопасна. Успокояващо е, че използването на канабиноиди изглежда по-безопасно, отколкото опиоиди.

### Множествена склероза (МС)
Изследванията на ефикасността на канабиса при лечение на множествена склероза дават различни резултати. Комбинацията на екстракти на Δ9-тетрахидроканабинол (ТХК) и канабидиол (КБД) води до субективно усещане за облекчение на спазмите, макар и обективните оценки след края на лечението да не откриват значителни промени. Опитът за лечение с канабис се счита за разумна алтернатива, когато другите видове лечение са се оказали неефективни. Употребата му при МС е одобрена в десет страни. Според една научна рецензия от 2012 г. тя не води до проблеми с толерантността, до злоупотреба или пристрастяване.
Няма достатъчно данни, за да се направят крайни заключения относно безопасността на медицинския канабис, въпреки че краткотрайната употреба е свързана с незначителни нежелани ефекти като виене на свят. Дори привържениците на медицинския канабис да казват, че е безопасно, са необходими по-нататъшни изследвания, за да се направи оценка на дългосрочната безопасност от употребата му.

## Фармакология
Родът Cannabis съдържа два вида, които произвеждат полезни количества психоактивни канабиноиди: Cannabis indica и Cannabis sativa, които са включени в Списък I на лечебните растения в САЩ. Третият вид, Cannabis ruderalis има малко на брой психогенни качества. Канабисът съдържа повече от 460 съединения. Поне 80 от тях са канабиноиди – химични съединения, които си взаимодействат с канабиноидните рецептори в мозъка. Към 2012 г. FDA в САЩ е изследвала над 20 канабиноиди.
Най-психоактивният канабиноид в канабиса е тетрахидроканабинолът (или делта-9-тетрахидроканабинол, по-известен като ТХК). Сред другите канабиноиди са делта-8-тетрахидроканабинол, канабидиол (КБД), канабинол (КБН), канабициклол (КБЛ), канабихромен (КБХ) и канабигерол (КБГ). Те имат по-малко психотропни ефекти, отколкото ТХК, но биха могли да играят роля в цялостното въздействие на канабиса. Най-добре изследвани са ТХК, КБД и КБН.

### Начини за консумация
Пушенето е начин за прием на канабис за много от употребяващите го и към 2013 г. е най-разпространеният начин за употреба на медицински канабис в САЩ. Фармакологичната реакция на канабиса е трудно предвидима, тъй като концентрацията на канабиноиди варира в широки граници поради различните начини за подготовка на канабиса за консумация (за пушене, за прилагане във вид на различни масла, за ядене или за пиене) и липса на производствен контрол. Потенциалните нежелани ефекти от вдишването на дима прави пушенето по-неудачно като възможност, в сравнение с оралния прием.
Изпарителите за канабис се радват на популярност поради разпространеното сред употребяващите схващане, че при вдишване на съставките с получения чрез изпарителите аерозол се приемат по-малко вредни химикали, отколкото с дима.
Канабиноидните лекарствени средства са във вид на таблетки (дронабинол и набилон) и течни екстракти под формата на оромукозен спрей (набиксимолс). Препаратите за орален прием са „проблемни поради поемането на канабиноидите в мастната тъкан, от която те се освобождават бавно, както и поради първоначалния чернодробен метаболизъм, при който Δ9ТХК се разгражда и това допълнително допринася за променливостта на концентрациите в плазмата“.

### Канабиноидни химични съединения
Тетрахидроканабинолът (ТХК), или делта-9-тетрахидроканабинолът, е определен през 60-те години на миналия век като канабиноидът, който основно отговаря за психоактивното въздействие на канабиса. През 90-те години на 20 век, след откриването на канабиноидните рецептори CB1 и CB2, изследователите започват да проучват и да разбират по-добре как действат канабиноидите на тези рецептори. ТХК се свързва в много по-голяма степен, отколкото всички останали канабиноиди, с повечето фармакологични ефекти на канабиса.
Канабидиолът (КБД) е основна съставка на медицинския канабис. Той няма психотропно действие и не е известно как влияе върху мозъчните рецептори. КБД представлява до 40% от екстрактите на Cannabis Sativa. Научна рецензия от 2007 г. показва, че КБД има потенциал за облекчаване на конвулсии, възпаление, кашлица, конгестия и гадене, както и че потиска растежа на раковите клетки. Предварителните изследвания доказват наличие на потенциал и при психични заболявания като тревожност, депресия и психоза. Тъй като канабидиолът облекчава споменатите по-горе симптоми, разновидностите на канабиса с високо количество КБД биха могли да са полезни за хора, страдащи от множествена склероза или чести панически атаки.

### Ботанически видове
Канабинолът (КБН) е продукт на ТХК и има леко психотропно действие. Cannabis sativa произвежда по-високо съдържание на канабидиол (съкращение КБД), отколкото на ТХК (основния психоактивен компонент в медицинския канабис и канабиса, използван за развлечение). Cannabis indica, от друга страна, произвежда повече ТХК, отколкото КБД.
Медицинската употреба на sativa се свързва с опияняващо въздействие върху главния мозък, като у много пациенти се наблюдават ефекти на стимулация. Поради тази причина sativa се използва предимно за лечение през деня. Този вид има потенциал да предизвика по-еуфорично, опияняващо усещане и обикновено стимулира апетита, което разкрива евентуалните ползи от прилагането му при пациенти с нарушения в храненето и анорексия. Sativa се свързва и с по-голяма вероятност от предизвикване на тревожност и параноя, така че пациентите, предразположени към тях, биха могли да ограничат лечението с чиста sativa или да ползват хибридни видове.
Cannabis indica се отличава с успокоително действие и се предпочита за употреба предимно през нощта, включително за лечение на безсъние. За този вид е характерно и това, че употребата му води до по-отпуснато, медитативно усещане, за разлика от еуфоричното, стимулиращо въздействие на sativa, вероятно поради по-високо съотношение на КБД към ТХК.
Понастоящем за медицински цели се култивират множество сортове канабис, между които такива и от двата вида с различна сила на действие, както и хибридни сортове, с които се цели да се съчетаят преимуществата на двата вида. В най-разпространените хибриди доминира или Cannabis sativa, или Cannabis indica, като те могат да бъдат и относително балансирани, например т. нар. сортове „50/50“.
По отношение на сортовете канабис с относително високо съдържание на КБД спрямо ТХК (обикновено тези, в които преобладават белезите на indica) съществува по-малка вероятност да предизвикат тревожност. Това може да се дължи на рецепторните антагонистични ефекти на КБД при канабиноидния рецептор, в сравнение с частичния агонстичен ефект на ТХК. Освен това КБД е агонист на 5-HT1A рецептора, което вероятно също допринася за анксиолитичния ефект. Възможно е да се направи изводът, че високите концентрации на КБД в Cannabis indica значително смекчават анксиогенното въздействие на ТХК.

### Фармакологични продукти
FDA в САЩ е одобрила два канабиноида за перорална употреба като лекарствени средства: дронабинол и набилон. Дронабинолът, представляващ синтетичен ТХК, е включен в Списък III, което означава, че има известен потенциал за предизвикване на зависимост, а набилонът, който е синтетичен канабиноид, е в Списък II, което свидетелства за висок риск от странични ефекти и пристрастяване. Набиксимолс – оромукозен спрей, добит от два сорта Cannabis sativa и съдържащ ТХК и КБД, към 2013 г. не е одобрен в САЩ, но е признат в няколко европейски страни, Канада и Нова Зеландия.
Тези лекарства се използват като антиеметично средство, обикновено когато традиционното лечение на гаденето и повръщането, причинени от химиотерапията при ракови заболявания, не са подействали.
Набиксимолс се използва за лечение на спастичност при МС, когато другите видове лечение са се оказали неефективни и когато при първоначално тестване се забелязва „значително подобрение“. В САЩ се провеждат изпитвания за разрешаване на това лекарство от FDA. В няколко европейски страни се извършват подобрения в него, за да се прилага при свръхактивност на пикочния мехур и повръщане. Когато се продава под формата на Savitex като перорален спрей, предписаната дневна доза в Швеция доставя максимум 32,4 мг ТХК и 30 мг КБД. През първите няколко седмици е нормална появата на лека до умерена замаяност.
В сравнение с приема чрез вдишване, при перорален прием се получава забавяне при пиковата концентрация на ТХК и определянето на оптималната доза може да се окаже трудно поради различията при усвояването от пациентите.

## История

### Древност
Канабисът, наричан на китайски má 麻 (което означава „коноп, канабис, вцепенение“) или dàmá 大麻 (с добавяне на „голям, велик“) на китайски, е бил използван в Тайван за влакно отпреди около 10 000 години. Ботаникът Ли Хуй-Лин (Li Hui-Lin) пише, че в Китай, „Употребата на канабис в медицината вероятно е възникнала много рано. Тъй като древните хора са използвали семената на конопа за храна, за тях е било съвсем естествено да открият и лечебните свойства на растението.“ Император Шен-Нунг, който бил и фармаколог, е написал книга за методите на лечение през 2737 пр.н.е., която включвала медицинските ползи от употребата на канабис. Той препоръчал веществото като лек за много заболявания, включително запек, подагра, ревматизъм, и разсеяност. Канабисът е едно от 50-те „основни“ лечебни растения в традиционната китайска медицина.
Папирусът на Еберс (около 1550 г. пр.н.е.) от Древен Египет описва медицинския канабис. Древните египтяни използвали конопа (канабиса) под формата на свещички за облекчаване на болката от хемороиди.
Запазените текстове от древна Индия потвърждават, че психоактивните свойства на канабиса са били признати, а лекарите са го използвали за лечение на различни болести и неразположения, включително безсъние, главоболие, стомашно-чревни разстройства и болка, включително по време на раждане.
Древните гърци използвали канабиса за превързване на рани и възпаления на конете си, а при хората изсушените листа на канабиса били използвани за лечение на кръвотечение от носа, а семената – против тения.
Арабските лекари в средновековния ислямски свят се възползвали от диуретичните, антиеметичните, антиепилептичните, противовъзпалителните, обезболяващите и понижаващите телесната температура свойства на Cannabis sativa и го използвали широко като лекарствено средство от 8-и до 18 век.

### Съвремие
Въвеждането на терапевтичната употреба на канабиса в западната медицина за облекчаване на мускулни и стомашни спазми или на обща болка, се приписва на един ирландски лекар, Уилям Брук О’Шонеси (William Brooke O'Shaughnessy).
През 1964 г. Албърт Локхарт (Albert Lockhart) и Манли Уест (Manley West) започват да изучават въздействието върху здравословното състояние на традиционната употреба на канабис в ямайските общности. Те разработили, а през 1987 г. получили разрешение и да продават, фармацевтичния препарат Canasol – един от първите екстракти от канабис.
През 70-те години на 20 век е произведен синтетичен вариант на ТХК, който е одобрен за употреба в САЩ под формата на лекарството Marinol.
В периода 1996 – 1999 г. избирателите в осем американски щата се обявяват в подкрепа на предписването и препоръчването на канабис за лечение, включително Аляска, Аризона, Калифорния, Колорадо, Мейн, Мичиган, Невада, Орегон и Вашингтон, което е в противовес на политиките на федералното правителство.

## Общество и култура

### Начини на придобиване
Начините за снабдяване с медицински канабис са различни в зависимост от региона и от законодателството. В САЩ повечето потребители си го отглеждат сами или го купуват от пунктове за продажба в отделните щати и в окръг Колумбия, където използването на медицински канабис е разрешено.
Авторите на доклада за проучване от 2011 г. на употребяващите медицински канабис твърдят, че според критиците на създадената система някои потребители успяват „да я изиграят“, като получават медицински канабис под предлог, че им е необходим за лечение, а след това го използват за немедицински цели, въпреки че истинността на това твърдение е трудно доказуема. Авторите на доклада предполагат, че по-скоро става дума за „преминаване“ от медицинска към немедицинска употреба.
В Съединените щати се използват автомати за продажба на марихуана, като се планира въвеждането им и в Канада.

### Програми
Към 2011 г. държавни програми за медицински канабис съществуват в16 американски щата и окръг Колумбия, но според федералния закон употребата му остава незаконна. През 1978 г. правителството на САЩ създава програмата Compassionate Investigational New Drug program, в рамките на която се раздават цигари канабис на 20 души със заболявания, водещи до инвалидност, включително глаукома и рядко заболяване на костите. Програмата е „затворена за нови кандидати през 1991 г.“, но през 2013 г. четирима души, които преди са били включени в нея, получават разрешение да продължат да получават медицински канабис.

### Национални и международни регулаторни режими, класификация и патентоване
Медицинската употреба на канабис или препарати, съдържащ ТХК като активно вещество, е легализирана в Австрия, Белгия, Канада, Финландия, Израел, Нидерландия, Испания, Обединеното кралство и някои щати в САЩ, въпреки че съгласно федералното законодателство на САЩ е незаконна.
Канабисът е в Списък IV на Единната конвенция на ООН по упойващите вещества, което го прави обект на специални ограничения. Във връзка с веществата от Списък IV член 2 от Конвенцията предвижда следното:
„Страните трябва, ако по тяхна преценка положението в тяхната страна е такова, че най-подходящият способ за защита на общественото здравеопазване е да се забрани производството, фабрикацията, износът и вносът, търговията, държането или употребата на такива упойващи вещества, с изключение на количествата, които биха били необходими само за медицински и научни изследвания, включително и клиничните опити с посочените упойващи вещества, които трябва да се извършват под прекия надзор и контрол на въпросната страна или да бъдат подчинени на този надзор и контрол.“
По този начин Конвенцията позволява на страните да обявят канабиса за незаконен, когато се използва за неизследователски цели, като същевременно оставя на отделните държави да преценят дали да разрешат употребата за медицински и научни цели, ако смятат, че пълната забрана не е най-подходящото средство за защита на общественото здраве и благосъстояние. Конвенцията изисква държавите, които позволяват производството или употребата на медицински канабис, да разполагат със система за лицензиране на всички лица, които се занимават с култивиране, производство и разпространение на канабис, и да гарантират, че общият обем на пазара на канабис на съответната държава няма да надвишава този, необходим „за медицински и научни цели.“
Редица медицински организации подкрепят рекласификация на марихуаната, за да се осигури възможност за по-нататъшното ѝ изследване. Сред тях са:
- Американската медицинска асоциация (American Medical Association)
- Американската лекарска колегия (American College of Physicians) – вторият по големина лекарски съюз в САЩ
- Дружеството по левкемия и лимфома (Leukemia & Lymphoma Society) – втората по големина благотворителна организация за борба с рака
- Американската академия на семейните лекари (American Academy of Family Physicians) се обявява против употребата на марихуана, освен под лекарско наблюдение

Други медицински организации препоръчват прекратяване на употребата на марихуана като лекарство в САЩ.
- Американското дружество по медицина на зависимостите

Агенцията на Националните институти по здравеопазване (National Institutes of Health) в САЩ разполага с патент за медицински канабис. Наименованието на патента е „Канабиноидите като антиоксиданти и невропротектори“, издаден през октомври 2003 г.

## Научни изследвания
Класификацията на канабиса в Списък I затруднява изследването му за медицински цели. Друг проблем пред проучването му е навикът да се смесва канабис с тютюн или да се редува консумация на тютюн с употреба на канабис.
Отделни доказателства и предклинични изследвания дават основание да се предполага, че канабисът или канабиноидите могат да бъдат полезни за лечение на болестта на Хънтингтън или болестта на Паркинсон, но последващите изследвания на хора с тези заболявания не доказват терапевтичен потенциал. Според доклад от 2001 г. канабисът има свойства, които позволяват евентуалното му приложение за лечение на амиотрофична латерална склероза и поради това следва да бъдат разрешени научни изследвания по темата, въпреки съществуващите трудности от гледна точка на законодателството.
Според една научна публикация и метаанализ от 2005 г. биполярното разстройство не се контролира добре чрез съществуващите лекарства и са налице „сериозни фармакологични основания“ да се смята, че канабисът има лечебен потенциал, което го превръща в подходящ предмет на по-нататъшни изследвания.
Съществува предположение, че канабиноидите са подходящи за лечение на първична анорексия невроза, но не е доказан измерим благоприятен ефект. Авторите на научна публикация от 2003 г. твърдят, че в бъдеще канабиноидите биха могли да имат полезно клинично приложение за лечение на болести на храносмилателната система. Лабораторни експерименти доказват, че канабиноидите, които се откриват в марихуаната, могат да имат болкоуспокояващо и противовъзпалително действие.

### Рак
Канабиноидите показват определен потенциал във връзка с лечението на ракови заболявания. Лабораторните експерименти сочат, че канабисът и канабиноидите имат антикарциногенно, противотуморно и противораково действие, включително и потенциал за въздействие върху рак на гърдата и на белия дроб. Националния онкологичен институт (National Cancer Institute) на САЩ съобщава, че от ноември 2013 г. насам не са провеждани изпитвания във връзка с използването на канабис за лечение на рак в хуманната медицина, с изключение на едно малко изследване за делта-9-ТХК. Въпреки че обемът на научните изследвания е голям и продължава да нараства, според организацията за изследване на рака в Обединеното кралство Cancer Research UK твърденията за наличие на доказателства относно това, че употребата на канабис лекува рак, са „силно подвеждащи“ и се разпространяват предимно в интернет.
Не са налице солидни доказателства, че канабисът спомага за намаляване на риска от развитие на рак. Трудно е да се установи дали води до неговото увеличаване, тъй като повечето хора, които употребяват канабис, съчетават това с тютюнопушене, което усложнява изследванията.

### Деменция
Съществува предположение, че канабиноидите биха могли да ограничат пораженията вследствие на болестта на Алцхаймер. Научна публикация от 2012 г. относно въздействието на канабиноидите върху стареенето на мозъка установява, че „клиничните доказателства относно ефикасността им като терапевтични средства са неубедителни или липсват“. В един от прегледите на организацията Cochrane Collaboration от 2009 г. се твърди, че „резултатите от едно малко рандомизирано контролирано проучване, [което] извърши оценка на ефикасността на канабиноидите за лечение на деменция ...[бяха]... зле представени, като не бяха представени достатъчно данни, за да се направят валидни заключения.

### Диабет
Има нови доказателства, че канабидиолът вероятно спомага за забавяне на увреждането на клетките при захарен диабет тип 1. Липсват значими доказателства за въздействието от прилагането на медицински канабис при болни от диабет. В научна публикация от 2010 г. се заключава, че „към момента потенциалните рискове и ползи за пациентите с диабет остават количествено неопределени.“

### Епилепсия
В преглед на Cochrane Collaboration от 2012 г. се твърди, че липсват достатъчно доказателства, за да се направят заключения относно безопасността или ефикасността на канабиноидите при лечението на епилепсия. Проведени са няколко изследвания във връзка с антиконвулсивните свойства на КБД и епилептичните разстройства. Основните причини за липсата на клинични изследвания са въвеждането на нови синтетични и по-стабилни фармацевтични антиконвулсанти, признаването на важни нежелани ефекти и правното ограничение относно прилагането на лекарства, получени от канабис.

### Глаукома
Американското дружество по глаукома (American Glaucoma Society) подчертава, че макар канабисът да има потенциал за намаляване на вътреочното налягане, не препоръчва прилагането му поради „неговите странични ефекти и кратка продължителност на действие, съчетани с липса на доказателства, че употребата му променя хода на развитие болестта.“ Към 2008 г. са налице относително малко изследвания на въздействието на канабиноидите върху очите.

### Синдром на Турет
Според научна публикация от 2007 г. за историята на медицинския канабис съществуват доказателства за потенциална терапевтична стойност на канабиноидите за лечение на синдром на Турет. В публикация от 2005 г. се твърди, че резултатите от извършено контролирано изследване на лечението на синдрома на Турет с Marinol доказват, че при пациентите, които приемат лекарството, се наблюдава подобрение без сериозни нежелани ефекти. В научен труд от 2000 г. се заявява, че според други проучвания употребата на канабис „не повлиява по никакъв начин тиковете и увеличава вътрешното напрежение у пациентите.“
В един преглед на Cochrane Collaboration от 2009 г. са разгледани двете извършени до момента контролирани изпитвания на канабиноиди под формата на всякакви видове препарати, използвани за лечението на тикове или синдром на Турет (Muller-Vahl 2002 и Muller-Vahl 2003). В двете изпитвания се сравнява ефектът на делта-9-ТХК. В тях участват 28 пациенти (8 от които и в двете проучвания). Изследванията отчитат положително повлияване на тиковете, но „подобрението по отношение на честотата и силата на тиковете е слабо и се установява само при някои видове измерване на резултатите“. Изследваната група е малка, като голям брой пациенти отпадат или са изключени от проучването. Самите проучвания на Muller-Vahl показват резултатите само за лицата, останали в тях. Отпадането на пациенти може да настъпи, когато нежеланите ефекти са твърде интензивни или ефикасността не е очевидна. Авторите на изследванията потвърждават малко на брой значими резултати, получени след корекция на Бонферони.
Макар че лечението с канабиноиди може да е полезно за овладяване на симптомите при пациенти със синдром на Турет, прегледът от 2009 г. установява, че двете съответни изследвания на приложението на канабиноидите при лечението на тикове страдат от липса на статистическа обективност на резултатите поради отпадане на някои от участниците, както и че не са налице „достатъчно доказателства в подкрепа на прилагането на канабиноиди за лечение на тикове при пациенти със синдром на Турет.“